# Andrew Fletcher de Saltoun
Pour les articles homonymes, voir Andrew Fletcher et Fletcher.
Andrew Fletcher de Saltoun (1653-1716) est un écrivain et homme politique écossais né à Saltoun (en) et mort à Londres.
Membre du parlement d'Écosse, il se montra orateur énergique, républicain zélé et combattit successivement les gouvernements de Charles II, Jacques II et Guillaume III. Il entra dans la conspiration de Monmouth, et s'opposa toujours à la réunion de l'Écosse et de l'Angleterre.
Il a laissé quelques écrits politiques qui ont été réunis à Glasgow, 1749.